# Verwaltungsgemeinschaft Hanstein-Rusteberg
In der Verwaltungsgemeinschaft Hanstein-Rusteberg aus dem thüringischen Landkreis Eichsfeld haben sich vierzehn Gemeinden zur Erledigung ihrer Verwaltungsgeschäfte zusammengeschlossen.

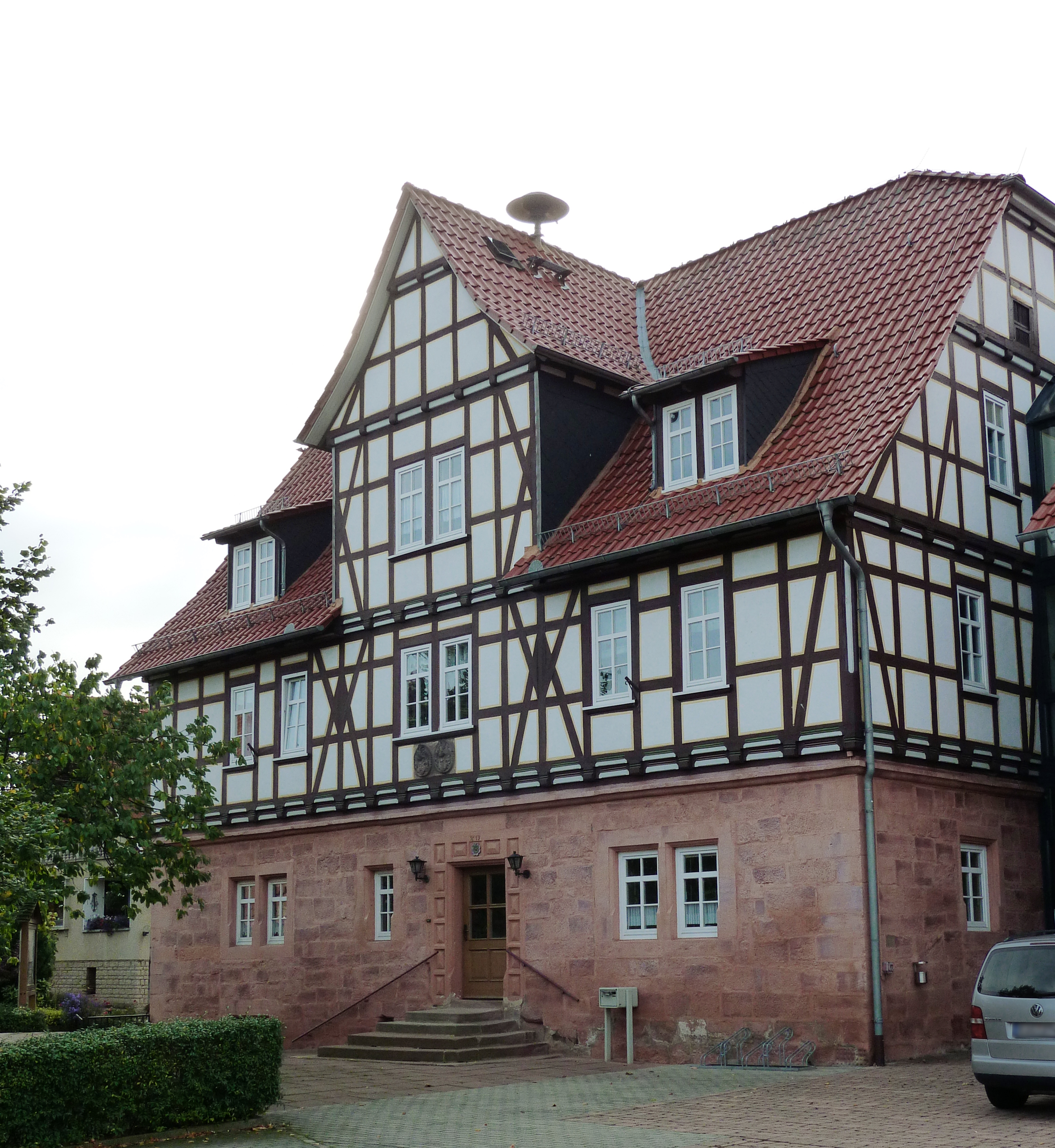
Ehemaliger Gutshof in Hohengandern, Sitz der Verwaltungsgemeinschaft Hanstein-Rusteberg

Sitz der Verwaltungsgemeinschaft ist Hohengandern.
Der Name der Verwaltungsgemeinschaft bezieht sich auf die Burgruine Hanstein sowie den Rusteberg mit seinem Barockschloss, von wo aus bis in das 16. Jahrhundert das Eichsfeld durch die Kurmainzer Statthalter regiert wurde.

## Die Gemeinden
Nachfolgend die Gemeinden und deren Einwohnerzahl in Klammern (Stand: 31. Dezember 2023):
1. Arenshausen (1038)
2. Bornhagen (251)
3. Burgwalde (224)
4. Freienhagen (289)
5. Fretterode (179)
6. Gerbershausen (605)
7. Hohengandern (585)
8. Kirchgandern (608)
9. Lindewerra (249)
10. Marth (310)
11. Rohrberg (224)
12. Rustenfelde (526)
13. Schachtebich (247)
14. Wahlhausen (295)

## Geschichte
Die Verwaltungsgemeinschaft wurde am 14. Juli 1993 gegründet.

### Einwohnerentwicklung
Entwicklung der Einwohnerzahl:
| - 1994 – 6215 - 1995 – 6216 - 1996 – 6236 - 1997 – 6236 - 1998 – 6119 - 1999 – 6060 | - 2000 – 6121 - 2001 – 6026 - 2002 – 6041 - 2003 – 6016 - 2004 – 5987 - 2005 – 5989 | - 2006 – 5910 - 2007 – 5857 - 2008 – 5873 - 2009 – 5824 - 2010 – 5787 - 2011 – 5696 | - 2012 – 5694 - 2013 – 5652 - 2014 – 5591 - 2015 – 5595 - 2016 – 5642 - 2017 – 5615 | - 2018 – 5666 - 2019 – 5672 - 2020 – 5612 - 2021 – 5585 - 2022 – 5615 |

 Datenquelle: ab 1994 Thüringer Landesamt für Statistik – Werte vom 31. Dezember